# Bernard Lagat
Bernard Kipchirchir Lagat (Kapsabet, 12 december 1974) is een voormalige Keniaanse en tegenwoordig Amerikaanse atleet, die is gespecialiseerd in de 1500 m. Hij werd wereldkampioen, Afrikaans kampioen, Keniaans kampioen, Amerikaans kampioen en Noord-Amerikaans recordhouder in deze discipline. Ook kan hij goed uit de voeten op de 3000 m en de 5000 m, waarop hij eveneens Noord- en Midden-Amerikaanse records vestigde. Hij nam vijfmaal deel aan de Olympische Spelen en won hierbij twee medailles (zilver en brons). Sinds 2004 bezit hij de Amerikaanse nationaliteit en vanaf 2005 loopt hij voor de Verenigde Staten.

## Biografie

### Studie
Lagat studeerde aan de Washington State University, waar hij in 2000 afstudeerde in Management Information Systems. Daar ontmoette hij ook andere grote sportnamen als: Henry Rono, Mike Kosgei en Mike Boit.

### Eerste successen
Zijn eerste grote internationale succes was het winnen van de 1500 m in 1999 op de universiade in Palma de Mallorca, waarmee hij zich voor de Olympische Spelen het jaar erop kwalificeerde. Op de Olympische Spelen van 2000 in Sydney won hij het brons achter zijn landgenoot Noah Ngeny en de Marokkaan Hicham El Guerrouj. Bernard Lagat woont in Tucson met zijn vrouw Gladys Tom en zijn zoon Miika Kimutai Lagat.
In 2001 won Lagat op de 1500 m een zilveren medaille bij de wereldkampioenschappen in Edmonton, op de IAAF wereldbekerwedstrijd in Madrid en op de Afrikaanse kampioenschappen in Tunis. Tevens werd hij Afrikaans kampioen op de 1500 m. In 2003 won hij op de wereldindoorkampioenschappen op deze afstand een zilveren medaille.

### Positief getest
Zijn deelname aan de Olympische Spelen van 2004 in Athene was lange tijd onzeker, omdat hij in 2003 positief getest was op het gebruik van epo, waarna een schorsing volgde. De B-staal was echter negatief, waarna hij gewoon kon deelnemen. Hij won een zilveren medaille achter Hicham El Guerrouj (goud) en voor de Portugees Rui Silva (brons).

### Dubbele wereldtitel
In 2007 won hij in Osaka voor zijn nieuwe vaderland de wereldtitels op de 1500 en 5000 m.
Aan het begin van 2008 bleek de onoverwinnelijkheid van Bernard Lagat, zoals hij die in 2007 had geëtaleerd, uitmondend in die dubbele wereldtitel in Osaka, onveranderd. Na zeges in Glasgow en tijdens de Millrose Games in New York was hij op 16 februari 2008 aanwezig bij de Norwich union indoor grand prix in Birmingham. Lagat won er de 1500 m in de nieuwe Noord-Amerikaanse recordtijd van 3.35,23. Hij maakte er zijn aspiraties voor de komende Spelen voldoende duidelijk mee.
In Peking ging het echter bij lange na niet zoals Lagat zich dit had voorgesteld. Na de halve finales 1500 m kon de wereldkampioen zijn aspiraties op een nieuwe dubbel na Osaka al wel vergeten. Hij werd in zijn halve finale, die in 3.37,11 werd gewonnen door de latere olympische kampioen Rashid Ramzi, kansloos zesde in 3.37,79. Zijn revanche op de 5000 m, zes dagen later, bleef uit. Nadat hij eerder in 13.39,70 nog wel zijn serie had gewonnen, bleek hij in de finale niet opgewassen tegen het tempo en finishte hij ten slotte als negende in 13.26,89, op meer dan een halve minuut achterstand van winnaar Kenenisa Bekele, die in 12.57,82 won, een nieuw olympisch record.
Op de Olympische Spelen van 2012 in Londen sneuvelde hij op de 1500 m in de halve finale met een tijd van 3.40,24. Op de 5000 m daarentegen haalde hij de finale wel, maar viel hij, onder andere door de aanvalsdrift van Mo Farah, met zijn eindtijd van 13.42,99 net buiten de medailles. Ook in 2013 kon Lagat zich niet op het podium lopen. Tijdens de wereldkampioenschappen van Moskou eindigde hij op de 5000 m als zesde in 13.29,24.

## Titels
- Wereldkampioen 1500 m - 2007
- Wereldkampioen 5000 m - 2007
- Wereldindoorkampioen 3000 m - 2004, 2010, 2012
- Afrikaans kampioen 1500 m - 2002
- Keniaans kampioen 1500 m - 2002
- Amerikaans kampioen 1500 m - 2006
- Amerikaans kampioen 5000 m - 2006, 2007, 2008, 2010, 2011, 2013, 2014, 2016
- Amerikaans indoorkampioen 3000 m - 2010, 2011
- NCAA-kampioen 5000 m - 1999
- NCAA-indoorkampioen 1 Eng. mijl - 1999
- NCAA-indoorkampioen 3000 m - 1999

## Persoonlijke records

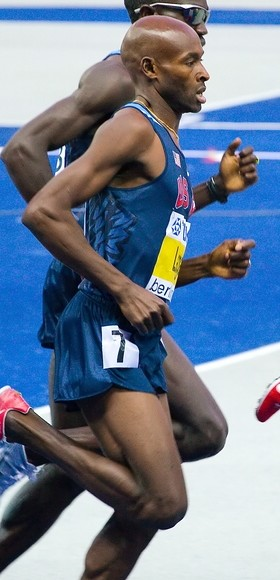
Tijdens WK 2009 in Berlijn

Outdoor
| Onderdeel   | Tijd                 | Datum            | Plaats    |
| ----------- | -------------------- | ---------------- | --------- |
| 800 m       | 1.46,00              | 10 augustus 2003 | Berlijn   |
| 1000 m      | 2.16,18              | 31 augustus 2008 | Gateshead |
| 1500 m      | 3.26,34 (AR)         | 24 augustus 2001 | Brussel   |
| 1 Eng. mijl | 3.47,28              | 29 juni 2001     | Rome      |
| 2000 m      | 4.55,49              | 30 juli 1999     | Stockholm |
| 3000 m      | 7.29,00 (ex-AR)      | 29 augustus 2010 | Rieti     |
| 2 Eng. mijl | 8.12,45              | 8 juni 2008      | Eugene    |
| 5000 m      | 12.53,60 (ex-AR; NR) | 22 juli 2011     | Monaco    |
| 10.000 m    | 27.49,35             | 1 mei 2016       | Palo Alto |

Weg
| Onderdeel      | Tijd    | Datum         | Plaats     |
| -------------- | ------- | ------------- | ---------- |
| 10 km          | 27.48   | 10 mei 2015   | Manchester |
| halve marathon | 1:02.03 | 17 maart 2013 | New York   |

Indoor
| Onderdeel   | Tijd          | Datum            | Plaats       |
| ----------- | ------------- | ---------------- | ------------ |
| 800 m       | 1.47,07       | 20 februari 1999 | Reno         |
| 1000 m      | 2.18,12       | 11 februari 2007 | Karlsruhe    |
| 1500 m      | 3.33,34       | 11 februari 2005 | Fayetteville |
| 1 Eng. mijl | 3.49,89 (NR)  | 11 februari 2005 | Fayetteville |
| 2000 m      | 4.54,74       | 15 februari 2014 | New York     |
| 3000 m      | 7.32,43 (AR)  | 17 februari 2007 | Birmingham   |
| 2 Eng. mijl | 8.09,49 (NR)  | 16 februari 2013 | New York     |
| 5000 m      | 13.07,15 (NR) | 11 februari 2012 | New York     |

## Palmares

### 1500 m
- 1999:  Universiade - 3.40,99
- 1999:  Grand Prix finale - 3.32,30
- 2000:  OS - 3.32,44
- 2000:  Grand Prix finale - 3.36,88
- 2001:  WK - 3.31,10
- 2001:  Grand Prix finale - 3.32,10
- 2002:  Afrikaanse kamp. - 3.38,11
- 2002:  Grand Prix finale - 3.30,54
- 2002:  Wereldbeker - 3.31,20
- 2003:  WK indoor - 3.42,62
- 2004:  OS - 3.34,30
- 2004: 4e Wereldatletiekfinale - 3.45,41
- 2005:  Wereldatletiekfinale - 3.33,55
- 2006:  Amerikaanse kamp. - 3.29,29
- 2006:  Wereldatletiekfinale - 3.32,93
- 2007:  WK - 3.34,77
- 2008: 6e in ½ fin. OS - 3.37,79
- 2009:  WK - 3.36,20

### 3000 m
- 2001: 6e WK indoor - 7.45,52
- 2004:  WK indoor - 7.56,34
- 2005:  Wereldatletiekfinale - 7.38,00
- 2010:  WK indoor - 7.39,97
- 2012:  WK indoor - 7.41,44
- 2014:  WK indoor - 7.55,22
- 2014:  FBK Games - 7.41,94
- 2014:  IAAF Continental Cup - 7.53,95

### 5000 m
- 1999:  NCAA-kamp. - 14.01,09
- 2006:  Amerikaanse kamp. - 13.14,32
- 2007:  Amerikaanse kamp. - 13.30,73
- 2007:  WK - 13.45,87
- 2008:  USA Olympic Trials in Eugene - 13.27,47
- 2008: 9e OS - 13.26,89
- 2009:  WK - 13.17,33
- 2010:  Amerikaanse kamp. - 13.54,08
- 2011:  Amerikaanse kamp. - 13.23,06
- 2011:  WK - 13.23,64
- 2012:  USA Olympic Trials in Eugene - 13.22,82
- 2012: 4e OS - 13.42,99
- 2013:  Amerikaanse kamp. - 14.54,16
- 2014:  Amerikaanse kamp. - 13.31,41
- 2013: 6e WK - 13.29,24
- 2016: 5e OS - 13.06,78

### 10.000 m
- 2016:  Payton Jordan Cardinal Invitational in Palo Alto - 27.49,35

### 5 km
- 2014:  Carlsbad - 13.18,5
- 2014:  Rock 'n' Roll Philadelphia - 13.32
- 2015:  Carlsbad 13.40
- 2016: 4e Carlsbad - 13.38

### 10 km
- 2015:  Great Manchester Run - 27.47,8
- 2017:  Great Manchester Run - 28.13
- 2017: 5e Peachtree Road Race - 28.42

### halve marathon
- 2018: 15e halve marathon van Houston - 1:02.00
- 2018: 31e WK halve marathon - 1:02.16

### veldlopen
- 1996:  Wereld studentenkamp. - 30.10
- 1997:  NCAA-kamp. in Greenville - 29.05
- 1998: 7e NCAA-kamp. in Lawrence - 30.20,4

### Golden League-podiumplekken
1500 m
- 1999:  Herculis – 3.30,61
- 1999:  Weltklasse Zürich – 3.30,56
- 2000:  Meeting Gaz de France – 3.33,14
- 2000:  Golden Gala – 3.30,78
- 2000:  Weltklasse Zürich – 3.28,51
- 2001:  Meeting Gaz de France – 3.30,83
- 2001:  Herculis – 3.31,08
- 2001:  Weltklasse Zürich – 3.30,61
- 2001:  Memorial Van Damme – 3.26,34
- 2002:  Meeting Gaz de France – 3.31,59
- 2002:  Herculis – 3.27,91
- 2002:  Memorial Van Damme – 3.30,39
- 2002:  ISTAF – 3.32,91
- 2003:  Meeting Gaz de France – 3.31,40
- 2003:  Weltklasse Zürich – 3.30,55
- 2004:  Golden Gala – 3.30,81
- 2004:  Meeting Gaz de France – 3.29,21
- 2004:  Weltklasse Zürich – 3.27,40
- 2005:  Meeting Gaz de France – 3.30,64
- 2005:  Golden Gala – 3.31,09
- 2005:  Weltklasse Zürich – 3.31,04
- 2006:  Meeting Gaz de France – 3.31,48
- 2007:  ISTAF – 3.34,79

1 mijl
- 2001:  Golden Gala – 3.47,28
- 2001:  Bislett Games – 3.48,57
- 2005:  Bislett Games – 3.48,38

3000 m
- 2007:  Weltklasse Zürich – 7.38,77
- 2009:  Meeting Areva – 7.33,15
- 2016:  ISTAF - 7.43,63

5000 m
- 2005:  ISTAF – 12.59,29
- 2010:  Bislett Games - 12.54,12
- 2011:  Herculis - 12.53,60
- 2012:  Weltklasse Zürich - 12.59,92
- 2013:  Memorial Van Damme – 12.58,99
- 2014:  ISTAF - 13.06,68
- 2015:  ISTAF - 13.17,58

### Diamond League-podiumplekken
1500 m
- 2011:  Meeting Areva – 3.33,11
- 2012:  Adidas Grand Prix – 3.34,63

1 mijl
- 2011:  Aviva London Grand Prix – 3.51,38

3000 m
- 2010:  Aviva London Grand Prix – 7.40,36

2 mijl
- 2011:  Prefontaine Classic – 8.13,62

5000 m
- 2010:  Bislett Games – 12.54,12
- 2011:  Adidas Grand Prix – 13.05,46
- 2011:  Herculis – 12.53,60
- 2012:  Weltklasse Zürich – 12.59,92
- 2013:  Memorial Van Damme – 12.58,99
- 2016:  London Grand Prix – 13.14,96

1983 Steve Cram ·
1987 Abdi Bile ·
1991 Noureddine Morceli ·
1993 Noureddine Morceli ·
1995 Noureddine Morceli ·
1997 Hicham El Guerrouj ·
1999 Hicham El Guerrouj ·
2001 Hicham El Guerrouj ·
2003 Hicham El Guerrouj ·
2005 Rashid Ramzi ·
2007 Bernard Lagat ·
2009 Yusuf Saad Kamel ·
2011 Asbel Kiprop ·
2013 Asbel Kiprop ·
2015 Asbel Kiprop ·
2017 Elijah Manangoi ·
2019 Timothy Cheruiyot ·
2022 Jake Wightman ·
2023 Josh Kerr
1983 Eamonn Coghlan ·
1987 Saïd Aouita ·
1991 Yobes Ondieki ·
1993 Ismael Kirui ·
1995 Ismael Kirui ·
1997 Daniel Komen ·
1999 Salah Hissou ·
2001 Richard Limo ·
2003 Eliud Kipchoge ·
2005 Benjamin Limo ·
2007 Bernard Lagat · 
2009 Kenenisa Bekele ·
2011 Mo Farah ·
2013 Mo Farah ·
2015 Mo Farah ·
2017 Muktar Edris ·
2019 Muktar Edris ·
2022 Jakob Ingebrigtsen ·
2023 Jakob Ingebrigtsen